# Черняховский район (Житомирская область)
Че́рняховский райо́н (укр. Черняхівський район) — упразднённая административная единица в центре Житомирской области Украины. Административный центр — посёлок городского типа Черняхов.

## География
Территория района занимает 850 км2, что составляет 2,8 % территории области (21-е место среди районов).
Район граничит с Хорошевским, Радомышльским, Коростышевским, Житомирским, и Пулинским районами Житомирской области.
Основные реки — Тростяница, Очеретянка, а также Быстреевка, Верхолужья, Возня, Глубинец, Ирша, Каменка, Мыка, Печеренка, Руда, Свинолужка.

## История
Район образован в апреле 1923 года. 21 января 1959 года к Черняховскому району была присоединена часть территории упразднённого Потиевского района.
17 июля 2020 года в результате административно-территориальной реформы район вошёл в состав Житомирского района.

## Демография
Население района составляет 33,7 тыс. человек (16-е место среди районов, данные 2005 г.), в том числе в городских условиях проживают около 12,4 тыс. Всего насчитывается 56 населённых пунктов.

## Административное устройство
Количество советов:
- поселковых — 2
- сельских — 23

Количество населённых пунктов:
- посёлков городского типа — 2
- сёл — 54

## Населённые пункты

### Посёлки городского типа
- Головино (укр. Головине), Головинский поселковый совет
- Черняхов (укр. Черняхів), Черняховский поселковый совет

### Сёла
- Андреевка (укр. Андріївка), Андреевский сельский совет
- Аннополь (укр. Ганнопіль), Выдыборский сельский совет
- Бежов (укр. Бежів), Бежовский сельский совет
- Браженка (укр. Браженка), Селецкий сельский совет
- Великая Горбаша, на старых топокартах — Большая Горбаша (укр. Велика Горбаша), Великогорбашевский сельский совет
- Вильск (укр. Вільськ), Вильский сельский совет
- Вишнёвое (укр. Вишневе), Селянщинский сельский совет
- Выдыбор (укр. Видибор), Выдыборский сельский совет
- Высокое (укр. Високе), Высоковский сельский совет
- Вышполь (укр. Вишпіль), Зороковский сельский совет
- Горбулёв (укр. Горбулів), Горбулёвский сельский совет
- Городище (укр. Городище), Городищенский сельский совет
- Девочки (укр. Дівочки), Девочковский сельский совет
- Жадьки (укр. Жадьки), Жадьковский сельский совет
- Забродье (укр. Забріддя), Забродский сельский совет
- Зороков (укр. Зороків), Зороковский сельский совет
- Иванков (укр. Іванків), Зороковский сельский совет
- Ивановичи (укр. Івановичі), Новопольский сельский совет
- Клетище (укр. Клітище), Клетищенский сельский совет
- Коростелевка (укр. Коростелівка), Выдыборский сельский совет
- Корчёвка, неправильный вариант — Корчовка (укр. Корчівка), Слепчицкий сельский совет
- Крученец (укр. Крученець), Ксаверовский сельский совет
- Ксаверовка (укр. Ксаверівка), Ксаверовский сельский совет
- Малая Горбаша (укр. Мала Горбаша), Великогорбашевский сельский совет
- Малиновка (укр. Малинівка), Стыртовский сельский совет
- Мокренщина (укр. Мокренщина), Пекарщенский сельский совет
- Науменко (укр. Науменка), Горбулёвский сельский совет
- Некраши (укр. Некраші), Троковичский сельский совет
- Нераж (укр. Нераж), Жадьковский сельский совет
- Новополь (укр. Новопіль), Новопольский сельский совет
- Новосёлка (укр. Новосілка), Черняховский поселковый совет
- Новые Жадьки (укр. Нові Жадьки), до 2016 г. — Карла Маркса (укр. Карла Маркса), Жадьковский сельский совет
- Новые Салы (укр. Нові Сали), Саловский сельский совет
- Околок (укр. Окілок), Новопольский сельский совет
- Осники, на старых топокартах — Осныки (укр. Осники), Высоковский сельский совет
- Осовка (укр. Осівка), Саловский сельский совет
- Очеретянка (укр. Очеретянка), Очеретянский сельский совет
- Пекарщина (укр. Пекарщина), Пекарщенский сельский совет
- Перемога (укр. Перемога), Вильский сельский совет
- Плехов (укр. Плехів), Клетищенский сельский совет
- Росовка (укр. Росівка), Саловский сельский совет
- Рудня (укр. Рудня), Очеретянский сельский совет
- Салы (укр. Сали), Саловский сельский совет
- Свидя (укр. Свидя), Выдыборский сельский совет
- Селец (укр. Селець), Селецкий сельский совет
- Селянщина (укр. Селянщина), Селянщинский сельский совет
- Славов (укр. Славів), Селянщинский сельский совет
- Слепчицы (укр. Сліпчиці), Слепчицкий сельский совет
- Стырты (укр. Стирти), Стыртовский сельский совет
- Троковичи (укр. Троковичі), Троковичский сельский совет
- Фёдоровка (укр. Федорівка), Стыртовский сельский совет
- Щениев (укр. Щеніїв), Забродский сельский совет
- Щербины (укр. Щербини), Вильский сельский совет
- Ялыновка (укр. Ялинівка), Вильский сельский совет

## Политика
Высшим органом местного самоуправления района является Черняховская районная государственная администрация.
Прочими органами местного самоуправления являются 2 поселковых и 23 сельских совета.
В районный совет избрано 45 депутатов, в прочие местные советы — 381.

## Транспорт
Основной транспортный узел расположен в пгт Черняхове, где пересекаются автомобильные дороги.

### Железная дорога
Через район проходит железная дорога Житомир — Коростень, которая относится к Коростенской дирекции Юго-Западной железной дороги. Также есть промышленная ж/д ветвь от Черняхова до Головинского гранитного карьера длиной ок. 14 км. На территории района расположены:
- железнодорожный остановочный пункт Андреевка;
- железнодорожная станция Горбаши (находится в пгт Черняхов);
- железнодорожная станция-разъезд Строковицы.

### Автодороги
По территории района проходят:
- 1 региональная автодорога государственного значения

Р-28, ранее Р 10 (Житомир — пункт пропуска через госграницу «Выступовичи»; дорога проходит через Черняхов, Коростень, Овруч);
- 2 территориальные автодороги местного значения

Т 0605, ранее Т 0616 (Котлярка — пункт пропуска через госграницу «Майдан-Копищенский»; дорога проходит через Коростышев, Головино, Черняхов, Пулины, Яблонец, Емильчино, Олевск);
Т 0607 (Андреевка — Термаховка, через Малин).

## Достопримечательности
- Церковь в с. Троковичи 1790—1791 гг. постройки;
- Братская могила воинам, погибшим в Житомирской битве против поляков 13 сентября 1650 года (также в с. Троковичи).